# Майтобе (Жамбылская область)
Майтобе (каз. Майтөбе) — село в Таласском районе Жамбылской области Казахстана. Административный центр Бериккайнарского сельского округа. Код КАТО — 316235100.

## Население
В 1999 году население села составляло 1659 человек (841 мужчина и 818 женщин). По данным переписи 2009 года, в селе проживало 1105 человек (566 мужчин и 539 женщин).